# Meridiolestida
Meridiolestida — вимерла клада ссавців, відома з крейди та кайнозою Південної Америки та, можливо, Антарктиди. Вони представляли панівну групу ссавців у Південній Америці протягом пізньої крейди. Meridiolestida були морфологічно різноманітні, містили як дрібних комахоїдних, таких як Cronopio, так і кладу Mesungulatoidea/Mesungulatomorpha, розміри якої коливалися від Reigitherium землерийки до Peligrotherium розміром із собаку. Meridiolestida мали сильно модифікований зубний ряд із бунодонтними (низькими та округлими) зубами, і, ймовірно, були травоїдними/всеїдними.
Meridiolestida, як правило, класифікуються в Cladotheria, більш тісно пов'язані з живими сумчастими і плацентарними ссавцями (Theria), ніж з однопрохідними. У Cladotheria їх часто поміщали в групу під назвою Dryolestoidea (або Dryolestida) разом з кількома іншими таксонами, такими як Dryolestidae та Paurodontidae. Однак деякі аналізи виявили, що ця група є парафілетичною, причому меридіолестидани більш-менш тісно пов'язані з теріанськими ссавцями, ніж інші дріолестидани.
Lakotalestes з ранньої крейди в Північній Америці, спочатку визначений як дріолестід, як було зазначено в одній статті, мав морфологію зубів, ближчу до морфології меридіолестиданів. Можливий меридіолестідан відомий з уламка зуба, який зараз втрачено, знайденого у формації Ла Мезета з еоцену Антарктичного півострова. Останнім меридіолестіданом, що зберігся, був кротоподібний комахоїдний Necrolestes з міоцену Патагонії.

## Таксони
- †Amarillodon[9]
- †Austrotriconodon
- †Bondesius[10]
- †Casamiquelia[10]
- †Lakotalestes?[7]
- †Paraungulatum[10]
- †Quirogatherium[10]
- †Cronopioidea[10][11]
  - †Cronopio
  - †Leonardus?
  - †Necrolestes
- †Mesungulatoidea[11]
  - †Peligrotherium
  - †Reigitherium
  - †Mesungulatidae
    - †Coloniatherium
    - †Mesungulatum
    - †Orretherium